# Jose Ariston Caslib
Jose Ariston Caslib (Taytal, 22 de fevereiro de 1968), também conhecido por Aris Caslib, é um treinador de futebol filipino. Desde 2016, treina o Meralco Manila.[carece de fontes?]

## Carreira
Como jogador, Caslib defendeu apenas a Claret School of Quezon City e o San Beda College em torneios universitários - o período em que atuou é desconhecido. Foi também no San Beda que iniciou a carreira de treinador, exercendo o cargo no Red Booters (período também desconhecido)
Entre 2004 e 2008, treinou a Seleção das Filipinas - em 2005, comandou o time Sub-23 nos Jogos do Sudeste Asiático
, disputados no país. As Filipinas não tiveram bom desempenho e caíram na fase de grupos, com 3 pontos. Também foi o técnico dos Azkals na Copa AFF Suzuki de 2007,[carece de fontes?] e novamente amargou uma eliminação na primeira fase. Ele saiu do cargo em fevereiro do mesmo ano, e regressou em 2008, substituindo Juan Cutillas.
Após deixar novamente o comando técnico das Filipinas em 2009, Caslib ficou 7 anos afastado do futebol, retornando em 2016, desta vez como auxiliar do norte-americano Thomas Dooley; ainda chegou a comandar os Azkals num amistoso contra o Perth Glory, em julho do mesmo ano, e em dezembro foi nomeado o novo técnico do Meralco Manila, sucedendo Simon McMenemy (técnico das Filipinas em 2010).